# Judengasse (Stuttgart)

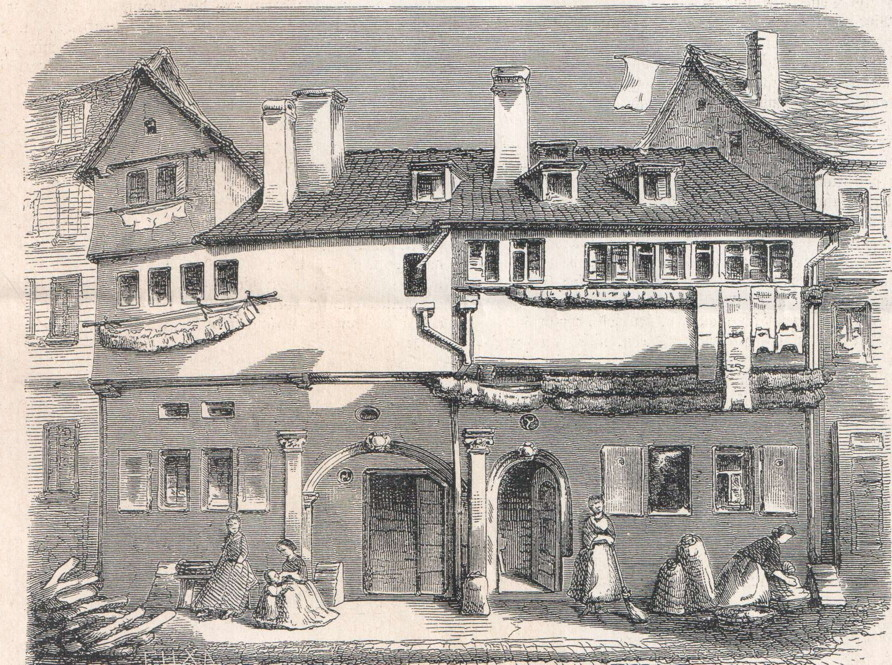
Fantasiezeichnung des ersten Wohnhauses von Joseph Süß Oppenheimer in der Judengasse

Die Judengasse im Stuttgarter Stadtbezirk Stuttgart-Mitte im so genannten Bohnenviertel ist die heutige Brennerstraße.

## Verlauf
Die "Judengasse" begann an der Esslinger Straße, verlief in südöstlicher Richtung und endete auf der Höhe der Weberstraße an der damaligen Stadtmauer. Sie war rund 150 Meter lang.

## Geschichte
In Stuttgart bestand eine kleine jüdische Gemeinde zunächst im Mittelalter. 1343 wird der Jude Loew genannt, der unter Graf Ulrich III. eine bedeutende Stellung einnahm. Die Judenverfolgung während der Pestzeit vernichtete im November 1348 die kleine Gemeinde. Um 1393 werden wieder Juden in der Stadt genannt, die nun in der St.-Leonhardsvorstadt ansässig waren. 1488/98 wurden die Stuttgarter Juden ausgewiesen. Die jüdischen Familien wohnten zunächst im Bereich der Dorotheenstraße, wo sie auch eine "Judenschule" (Synagoge) hatten. Seit Ende des 14. Jahrhunderts war die jüdische Ansiedlung in der heutigen Brennerstraße. Die Synagoge und das rituelle Bad in der heutigen Brennerstraße 12 existieren nicht mehr. Im 18. Jahrhundert wurden einige Bewohner der Judengasse angesehene Hoffaktoren, darunter David Uhlmann (gestorben 1782) und Süß Oppenheimer, der nach dem Tod seines Landesherrn Karl Alexander öffentlich hingerichtet wurde. Karoline Kaulla, Stammmutter der Unternehmerfamilie Kaulla, gründete 1802 die Württembergische Hofbank. Im 19. Jahrhundert kam es zu einem raschen Anstieg der jüdischen Gemeinde, vor allem durch den Zuzug jüdischer Familien vom Land. Im Jahr 1894 wurde die Judengasse umbenannt und heißt seitdem Brennerstraße. Bis 1933 sollte die Zahl der jüdischen Einwohner Stuttgarts auf ca. 4.500 Personen anwachsen, um danach infolge der 1933 erfolgten Machtübernahme durch die Nationalsozialisten immer schneller zurückzugehen. In der NS-Zeit kamen mindestens 1.200 Juden aus Stuttgart ums Leben.